# Pierce College (Metro de Los Ángeles)
Pierce College es una estación de autobuses de tránsito rápido en la línea G del Metro de Los Ángeles y es administrada por la Autoridad de Transporte Metropolitano del Condado de Los Ángeles. Se encuentra localizada en Woodland Hills, en el Valle de San Fernando. El estación es cerca de Pierce College y Victory Blvd.

## Conexiones de autobús
- Metro Local: 164, 243[3]